# Irvine Arditti

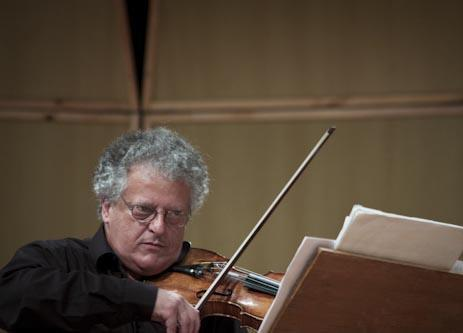
Nessa imagem pode se vê a empatia do violinista pela sua arte

Irvine Arditti (Londres, 8 de fevereiro de 1953) é um violinista britânico, bem como o líder e fundador do Quarteto Arditti.

## Biografia
Arditti frequentou a Central Foundation Boys' School em Londres antes de continuar seus estudos na Royal Academy of Music aos 16 anos, onde estudou com Clarence Myerscough e Manoug Parikian.
Sua gravação para violino de Sequenza de Luciano Berio, na Mode Records, ganhou o Deutsche Schallplattenpreis em 2007 e foi premiado como melhor lançamento de música contemporânea pela revista de música italiana Amadeus em 2008. Em 2009 Arditti foi nomeado membro estrangeiro da Real Academia Sueca de Música. Em 2014 ele recebeu um doutorado honorário da Universidade de Huddersfield, no Reino Unido.
Arditti é casado com a proeminente compositora mexicana Hilda Paredes. Eles residem em Londres. O filho de Irvine, Jake Arditti, é um notável contratenor.